# Union des fédérations de football d'Afrique centrale
L'Union des fédérations de football d'Afrique centrale (ou UNIFFAC) est une confédération régionale de football dépendante de la Confédération africaine de football et présidée par le Congolais Jean Guy Mayolas.

## Organisation de compétitions
L'UNIFFAC organisait la Coupe UNIFFAC des clubs, opposant les clubs de la confédération de 2004 à 2006, ainsi que la Coupe UNIFFAC des nations, qui n'a connu qu'une seule édition en 1999.

La confédération organise désormais des compétitions de jeunes, notamment la Coupe de l'UNIFFAC des moins de 17 ans et le Championnat des moins de 20 ans de l'UNIFFAC pour les sélections nationales masculines et féminines.

## Liste des fédérations membres
- Membres de l'UNIFFAC

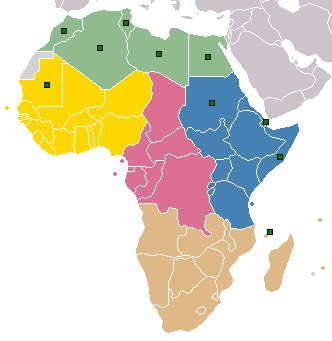
Membres de l'UNIFFAC

L'UNIFFAC compte huit fédérations membres.
| Pays                             | Fédération                                                 |
| -------------------------------- | ---------------------------------------------------------- |
| Cameroun                         | Fédération du Cameroun de football                         |
| République du Congo              | Fédération du Congo de football                            |
| Gabon                            | Fédération du Gabon de football                            |
| Guinée équatoriale               | Fédération de Guinée équatoriale de football               |
| République centrafricaine        | Fédération de République centrafricaine de football        |
| République démocratique du Congo | Fédération de République démocratique du Congo de football |
| Sao Tomé-et-Principe             | Fédération de Sao Tomé-et-Principe de football             |
| Tchad                            | Fédération du Tchad de football                            |